# Tabula Osca
Pour les articles homonymes, voir Osca.

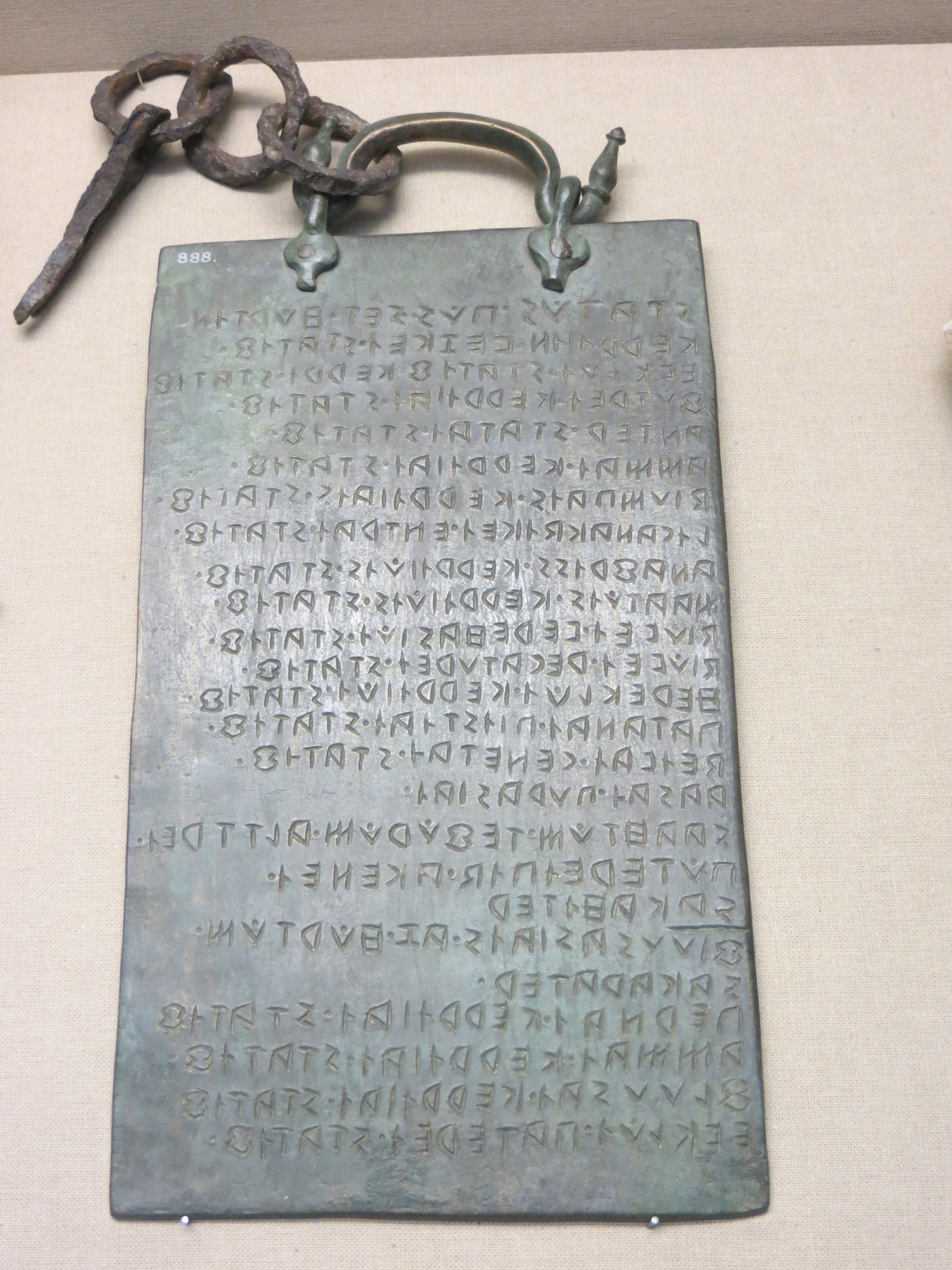
Tablette en bronze, face A,, gravée en langue osque, date 300 - 100 av. J.-C., British Museum, Londres, régistration : 1873,0820.149

La Tabula Osca ou tablette osque ou table d'Agnone est une inscription bronze écrite en alphabet osque sur une plaque en bronze qui date du IIIe siècle av. J.-C. Elle a été trouvée près de la ville d'Agnone en Molise en Italie. Depuis 1873, l'original est conservé au British Museum. La Tabula Osca, avec la Tabula Bantina et le Cippus Abellanus, est l'une des plus importantes inscriptions existantes dans la langue osque depuis longtemps disparue.

## Découverte
La tablette est découverte en 1848  par le fermier Pietro Tisone sur les rives de la rivière Sangro à Fonte del Romito dans la ferme de Giangregorio Falconi, entre Capracotta et Agnone. Selon l'archéologue Adriano La Regina, la tablette était toujours plantée par sa chaîne dans un bloc de pierre au moment de sa découverte, vraisemblablement la pierre du mur d'une bâtisse écroulée (ou en ruine) sur laquelle la tablette était accrochée. Cette interprétation mène à l'hypothèse qu'un sanctuaire voué à la déesse Cérès s'érigeait à l'endroit de la découverte de la stèle. Les historiens Paolo Nuvoli et Bruno Paglione se sont montrés sceptiques quant au lieu de la découverte de la stèle, affirmant qu'aucune trace de bâtisse n'était traçable sur le terrain de la découverte de la Tabula Osca, puis ils avancèrent l'hypothèse que la table est beaucoup plus probablement originaire du haut-lieu religieux et politique Pietrabbondante situé non loin de là.
À la suite de sa découverte, la Tabula Osca est soumise aux frères Francesco Saverio et Domenico Cremonese d'Agnone, qui la rapporte dans le Bulletin de l'Institut de correspondance archéologique de Rome, ainsi qu'à l'épigraphiste allemand Theodor Mommsen. La tablette est achetée au marchand Alessandro Castellani par le British Museum en 1873.

## Description
La tablette est faite en bronze et attachée à une chaîne de fer. Elle fait 4 millimètres d'épaisseur en moyenne, 165  millimètres de largeur et 279,5 millimètres de hauteur.
La tablette est gravée sur les deux côtés d'inscriptions figurant une série de dédicaces à différentes divinités ou êtres surnaturels.

## Inscription
La face principale comporte 25 lignes et décrit le lieu sacré où ont lieu les cérémonies religieuses en l'honneur de la déesse Cérès. Il explique également que chaque année pendant les Jeux floraux, les adorateurs devaient offrir des sacrifices à quatre dieux différents et que tous les deux ans une cérémonie spéciale était tenue à l'autel du sanctuaire. L'autre côté de la tablette qui comporte 23 lignes répertorie 17 divinités que la population locale samnite vénérait. Il stipule également que seuls sont admis au sanctuaire ceux qui paient les cotisations ordinaires.
Face A
statús . pús . set . húrtín . kerríiín . vezkeí . statíf . evklúí . statíf . kerrí . statíf . futreí . kerríiaí . statíf . anter . stataí . statíf . ammaí . kerríiaí . statíf . diumpaís . kerríiaís . statíf . liganakdíkei . entraí . statíf . anafríss . kerríiúís . statíf . maatúís . kerríiúís . statíf . diúveí verehasiúí . statíf . diúveí . regatureí . statíf . hereklúí . kerríiúí . statíf . patanaí . piístíaí . statíf . deívaí . genetaí . statíf . aasaí . purasiaí . saahtúm . tefúrúm . alttreí . pútereípíd . akeneí . saka(ra)híter . fiuusasiaís . az . húrtúm . sakarater . pernaí . kerríiaí . statíf . ammaí . kerríiaí . statíf . fluusaí . kerríiaí . statíf . evklúí . patereí . statíf
Face B
aasas . ekask . eestínt . húrtúí . vezkeí . evklúí . fuutreí . anter . stataí . kerrí . ammaí . diumpaís . liganakdíkeí . entraí . kerríiaí . anafríss . maatúís . diúveí . verehasiú . diúveí . piíhiúí . regatureí . hereklúí . kerriiúí . patanaí . piístíaí . deívaí . genetaí . assaí . purasiaí . saahtúm . tefúrúm . alttreí . pútereípid . akeneí . húrz . dekmanniúís . staít.